# Prva savezna liga Jugoslavije u nogometu 1976./77.
Prvenstvo Jugoslavije u nogometu za sezonu 1976./77. bilo je četrdeset i i osmo po redu najviše nogometno natjecanje u Jugoslaviji, trideset i prvo poslijeratno, koje je započelo 21. kolovoza 1976. i završilo 19. lipnja 1977.

Prvak je postao srbijanski klub, FK Crvena zvezda (s 9 bodova razlike u odnosu na drugoplasiranu momčad, koja je u to vrijeme postavila rekord najveće bodovne razlike u povijesti s kojom je neka momčad trijumfirala u ligi), koji je osvojio svoj dvanaesti naslov.

Najbolji strijelac bio je Zoran Filipović iz Crvene zvezde s 21 golom.
Ukupan broj gledatelja iznosio je 2.633.275.

## Sustav natjecanja
Igralo se u dvije faze. Momčadi su međusobno igrale dvokružni ligaški sustav. Igrala se po jedna utakmica na domaćem i gostujućem terenu.  Prvakom je postala momčad koja je sakupila najviše bodova u skupini za prvaka (pobjeda = 2 boda, neodlučeni ishod = 1 bod, poraz = bez bodova).
Pravila koje su određivala poredak na ljestvici su bila: 1) broj osvojenih bodova, 2) gol-razlika, 3) baraž

## Formiranje lige
U obzir ulazi 16 najbolje plasiranih iz prethodne sezone, plus pobjednici dviju skupina Druge savezne lige 1975./76.
- Iz Prve savezne lige natjecali su se Partizan, Hajduk Split, Dinamo Zagreb, Crvena zvezda, Vojvodina, Sloboda Tuzla, Sarajevo, OFK Beograd, Velež Mostar, Borac Banja Luka, Rijeka, Željezničar Sarajevo, Čelik Zenica, Olimpija Ljubljana, Budućnost Titograd i Radnički Niš
- Iz Druge savezne lige: Zagreb (pobjednik zapadne skupine) i Napredak Kruševac (pobjednik istočne skupine)

## Sudionici
| Slovenija       | Hrvatska                                    | Bosna i Hercegovina                                                         | Srbija           | Srbija                                                                 | Srbija  | Crna Gora       | Makedonija |
| Slovenija       | Hrvatska                                    | Bosna i Hercegovina                                                         | Vojvodina        | Središnja Srbija                                                       | Kosovo  | Crna Gora       | Makedonija |
| --------------- | ------------------------------------------- | --------------------------------------------------------------------------- | ---------------- | ---------------------------------------------------------------------- | ------- | --------------- | ---------- |
| - Olimpija (LJ) | - Dinamo (Z) - Hajduk (S) - Rijeka - Zagreb | - Borac (BL) - Čelik (Z) - Sarajevo - Sloboda (T) - Velež (M) - Željezničar | - Vojvodina (NS) | - OFK Beograd - Crvena zvezda - Napredak (K) - Partizan - Radnički (N) | - nitko | - Budućnost (T) | - nitko    |

- OFK Beograd, Beograd
- FK Borac, Banja Luka
- FK Budućnost, Titograd
- FK Crvena zvezda, Beograd
- NK Čelik, Zenica
- NK Dinamo, Zagreb
- NK Hajduk, Split
- FK Napredak, Kruševac
- NK Olimpija, Ljubljana
- FK Partizan, Beograd
- FK Radnički Niš, Niš
- NK Rijeka, Rijeka
- FK Sarajevo, Sarajevo
- FK Sloboda, Tuzla
- FK Velež, Mostar
- FK Vojvodina, Novi Sad
- NK Zagreb, Zagreb
- FK Željezničar, Sarajevo

## Ljestvica
| mj.     | klub               | ut. | pob. | ner. | por. | gol+ | gol- | gr  | bod |
| ------- | ------------------ | --- | ---- | ---- | ---- | ---- | ---- | --- | --- |
| 1.      | Crvena zvezda      | 34  | 20   | 10   | 4    | 67   | 37   | +30 | 50  |
| 2.      | Dinamo Zagreb      | 34  | 15   | 11   | 8    | 52   | 36   | +26 | 41  |
| 3.      | Sloboda Tuzla      | 34  | 14   | 11   | 9    | 43   | 32   | +11 | 39  |
| 4.      | Partizan           | 34  | 14   | 11   | 9    | 37   | 31   | +6  | 39  |
| 5.      | Rijeka             | 34  | 13   | 10   | 11   | 43   | 29   | +14 | 36  |
| 6.      | Borac Banja Luka   | 34  | 14   | 8    | 12   | 53   | 43   | +10 | 36  |
| 7.      | Radnički Niš       | 34  | 13   | 8    | 13   | 40   | 43   | –3  | 34  |
| 8.      | Hajduk Split       | 34  | 12   | 9    | 13   | 41   | 35   | +6  | 33  |
| 9.      | Budućnost          | 34  | 11   | 11   | 12   | 44   | 47   | –3  | 33  |
| 10.     | Zagreb             | 34  | 12   | 8    | 14   | 48   | 48   | 0   | 32  |
| 11.     | Velež Mostar       | 34  | 11   | 10   | 13   | 46   | 48   | –2  | 32  |
| 12.     | Olimpija Ljubljana | 34  | 10   | 12   | 12   | 36   | 42   | –6  | 32  |
| 13.     | Čelik Zenica       | 34  | 11   | 9    | 14   | 33   | 38   | –5  | 31  |
| 14.     | Vojvodina          | 34  | 8    | 14   | 12   | 40   | 50   | –10 | 30  |
| 15.     | OFK Beograd        | 34  | 9    | 12   | 13   | 39   | 51   | –12 | 30  |
| 16.     | Sarajevo           | 34  | 10   | 10   | 14   | 40   | 55   | –15 | 30  |
| 17.     | Napredak Kruševac  | 34  | 10   | 8    | 17   | 38   | 55   | –17 | 28  |
| 18.     | Željezničar        | 34  | 8    | 10   | 16   | 33   | 53   | –20 | 26  |
|         |                    |     |      |      |      |      |      |     |     |
| Izvori: |                    |     |      |      |      |      |      |     |     |

|  | Crvena zvezda je prvak Jugoslavije i plasirala se na Kup prvaka 1977./78.                     |
|  | Dinamo Zagreb i Sloboda Tuzla plasirali su se na Kup UEFA 1977./78.                           |
|  | Hajduk Split osvaja Kup Jugoslavije i plasirao se na Europski kup pobjednika kupova 1977./78. |
|  | Napredak Kruševac i Željezničar ispali su u Drugu saveznu ligu                                |

## Rezultati
| 1976./77. | 1976./77.          | C.Z | DIN | SLO | PAR | RIJ | BBL | R.N | HAJ | BUD | ZAG | VEL | OLI | ČEL | VOJ | OFK | SAR | NAP | ŽEL |
| 1.        | Crvena zvezda      |     | 1:1 | 2:1 | 1:0 | 2:0 | 2:1 | 6:2 | 2:0 | 4:1 | 3:1 | 3:2 | 1:0 | 2:1 | 3:1 | 0:2 | 2:1 | 1:1 | 5:2 |
| 2.        | Dinamo Zagreb      | 0:1 |     | 1:1 | 0:0 | 1:0 | 5:1 | 2:0 | 2:1 | 6:1 | 2:1 | 2:2 | 3:2 | 2:1 | 2:0 | 1:1 | 0:0 | 2:1 | 3:1 |
| 3.        | Sloboda Tuzla      | 2:2 | 0:0 |     | 3:0 | 2:1 | 1:0 | 2:0 | 0:0 | 3:1 | 3:0 | 3:0 | 2:1 | 1:0 | 0:0 | 3:0 | 1:0 | 5:0 | 2:0 |
| 4.        | Partizan           | 2:1 | 1:0 | 1:1 |     | 1:1 | 0:0 | 0:0 | 1:0 | 1:0 | 1:0 | 2:0 | 1:0 | 3:1 | 1:1 | 3:2 | 3:0 | 0:0 | 4:0 |
| 5.        | Rijeka             | 1:1 | 1:0 | 2:0 | 1:1 |     | 6:1 | 1:1 | 1:1 | 1:0 | 2:0 | 2:1 | 0:0 | 3:0 | 2:0 | 2:0 | 5:1 | 1:0 | 3:1 |
| 6.        | Borac Banja Luka   | 1:4 | 3:1 | 1:0 | 2:0 | 1:0 |     | 1:0 | 2:0 | 5:0 | 1:1 | 1:1 | 5:0 | 1:0 | 3:1 | 1:1 | 6:2 | 5:1 | 2:1 |
| 7.        | Radnički Niš       | 1:0 | 2:2 | 0:1 | 2:0 | 1:0 | 1:2 |     | 2:2 | 2:0 | 1:3 | 1:0 | 1:0 | 1:0 | 1:1 | 1:1 | 4:2 | 1:2 | 1:0 |
| 8.        | Hajduk Split       | 1:2 | 3:0 | 4:0 | 0:2 | 0:0 | 1:0 | 1:2 |     | 4:0 | 1:0 | 2:1 | 0:0 | 1:1 | 2:1 | 3:1 | 1:1 | 3:0 | 4:0 |
| 9.        | Budućnost          | 2:0 | 0:0 | 2:2 | 2:0 | 2:0 | 0:0 | 3:3 | 0:0 |     | 4:0 | 3:0 | 1:0 | 3:1 | 4:1 | 1:1 | 1:1 | 4:0 | 1:1 |
| 10.       | Zagreb             | 2:2 | 0:2 | 2:0 | 2:0 | 4:0 | 4:3 | 0:1 | 1:0 | 0:0 |     | 3:3 | 0:2 | 2:1 | 3:2 | 2:1 | 0:1 | 3:0 | 3:0 |
| 11.       | Velež Mostar       | 0:1 | 0:1 | 1:0 | 1:1 | 0:4 | 2:1 | 0:1 | 4:0 | 2:1 | 3:3 |     | 3:0 | 1:0 | 2:2 | 4:1 | 5:0 | 2:1 | 1:0 |
| 12.       | Olimpija Ljubljana | 4:4 | 2:1 | 0:0 | 4:2 | 0:0 | 0:0 | 2:1 | 2:1 | 1:1 | 1:1 | 0:2 |     | 0:1 | 3:2 | 2:1 | 2:2 | 2:0 | 1:0 |
| 13.       | Čelik Zenica       | 1:4 | 1:1 | 1:1 | 1:0 | 2:1 | 1:0 | 3:2 | 1:0 | 2:0 | 2:1 | 0:0 | 0:0 |     | 0:0 | 0:0 | 0:0 | 6:1 | 1:0 |
| 14.       | Vojvodina          | 1:1 | 0:2 | 1:1 | 2:1 | 1:0 | 1:1 | 0:0 | 2:1 | 5:2 | 0:0 | 1:1 | 1:3 | 2:0 |     | 1:1 | 3:0 | 1:0 | 2:2 |
| 15.       | OFK Beograd        | 0:0 | 2:1 | 2:0 | 2:2 | 1:1 | 2:1 | 1:3 | 0:1 | 0:2 | 0:3 | 0:0 | 0:0 | 1:0 | 4:0 |     | 2:1 | 2:4 | 2:1 |
| 16.       | Sarajevo           | 0:2 | 2:2 | 1:1 | 0:1 | 1:0 | 2:0 | 1:0 | 3:1 | 0:2 | 3:2 | 1:1 | 2:0 | 1:2 | 2:0 | 2:2 |     | 1:1 | 5:0 |
| 17.       | Napredak Kruševac  | 2:2 | 1:2 | 4:0 | 0:1 | 1:0 | 2:1 | 1:0 | 1:1 | 1:0 | 2:0 | 4:1 | 2:2 | 1:1 | 1:3 | 3:0 | 0:1 |     | 0:0 |
| 18.       | Željezničar        | 0:0 | 3:2 | 2:1 | 1:1 | 1:1 | 0:0 | 3:1 | 0:1 | 0:0 | 1:1 | 3:0 | 1:0 | 2:1 | 1:1 | 2:3 | 3:0 | 1:0 |     |

| 1. kolo, 22. kolovoza 1976. godine Dinamo (Zagreb) – Napredak (Kruševac) 2:1 Crvena zvezda (Beograd) – Čelik (Zenica) 2:1 Sloboda (Tuzla) – Željezničar (Sarajevo) 2:0 Vojvodina (Novi Sad) – Radnički (Niš) 0:0 (odigrana 22. kolovoza) Hajduk (Split) – Budućnost (Titograd) 4:0 Rijeka – Olimpija (Ljubljana) 0:0 Sarajevo – OFK Beograd 2:2 Borac (Banja Luka) – Partizan (Beograd) 2:0 Velež (Mostar) – Zagreb 3:3 2. kolo, 29. kolovoza 1976. Dinamo (Zagreb) – Crvena zvezda (Beograd) 0:1 Partizan (Beograd) – Velež (Mostar) 2:0 OFK Beograd – Borac (Banja Luka) 2:1 Olimpija (Ljubljana) – Sarajevo 2:2 Budućnost (Titograd) – Rijeka 2:0 Radnički (Niš) – Hajduk (Split) 2:2 Željezničar (Sarajevo) – Vojvodina (Novi Sad) 1:1 Čelik (Zenica) – Sloboda (Tuzla) 1:1 Napredak (Kruševac) – Zagreb 2:0 (odigrana 28. kolovoza) 3. kolo, 1. rujna 1976. godine Crvena zvezda (Beograd) – Napredak (Kruševac) 1:1 Sloboda (Tuzla) – Dinamo (Zagreb) 0:0 (odigrana 2. rujna) Vojvodina (Novi Sad) – Čelik (Zenica) 2:0 Hajduk (Split) – Željezničar (Sarajevo) 4:0 Rijeka – Radnički (Niš) 1:1 Sarajevo – Budućnost (Titograd) 0:2 Borac (Banja Luka) – Olimpija (Ljubljana) 5:0 Velež (Mostar) – OFK Beograd 4:1 Zagreb – Partizan (Beograd) 2:0 4. kolo, 5. rujna 1976. godine Dinamo (Zagreb) – Vojvodina (Novi Sad) 2:0 Crvena zvezda (Beograd) – Sloboda (Tuzla) 2:1 OFK Beograd – Zagreb 0:3 Olimpija (Ljubljana) – Velež (Mostar) 0:2 (odigrana 4. rujna) Budućnost (Titograd) – Borac (Banja Luka) 0:0 Radnički (Niš) – Sarajevo 4:2 Željezničar (Sarajevo) – Rijeka 1:1 Čelik (Zenica) – Hajduk (Split) 1:0 Napredak (Kruševac) – Partizan (Beograd) 0:1 5. kolo, 12. rujna 1976. godine Sloboda (Tuzla) – Napredak (Kruševac) 5:0 Vojvodina (Novi Sad) – Crvena zvezda (Beograd) 1:1 Hajduk (Split) – Dinamo (Zagreb) 3:0 (odigrana 11. rujna) Rijeka – Čelik (Zenica) 3:0 Sarajevo – Željezničar (Sarajevo) 5:0 Borac (Banja Luka) – Radnički (Niš) 1:0 Velež (Mostar) – Budućnost (Titograd) 2:1 Zagreb – Olimpija (Ljubljana) 0:2 (odigrana 11. rujna) Partizan (Beograd) – OFK Beograd 3:2 (odigrana 11. rujna) 6. kolo, 19. rujna 1976. godine Dinamo (Zagreb) – Rijeka 1:0 Crvena zvezda (Beograd) – Hajduk (Split) 2:0 Sloboda (Tuzla) – Vojvodina (Novi Sad) 0:0 Olimpija (Ljubljana) – Partizan (Beograd) 4:2 Budućnost (Titograd) – Zagreb 4:0 Radnički (Niš) – Velež (Mostar) 1:0 (odigrana 18. rujna) Željezničar (Sarajevo) – Borac (Banja Luka) 0:0 Čelik (Zenica) – Sarajevo 0:0 Napredak (Kruševac) – OFK Beograd 3:0 7. kolo, 3. listopada 1976. godine Vojvodina (Novi Sad) – Napredak (Kruševac) 1:0 Hajduk (Split) – Sloboda (Tuzla) 4:0 Rijeka – Crvena zvezda (Beograd) 1:1 Sarajevo – Dinamo (Zagreb) 2:2 (odigrana 2. listopada) Borac (Banja Luka) – Čelik (Zenica) 1:0 Velež (Mostar) – Željezničar (Sarajevo) 1:0 Zagreb – Radnički (Niš) 0:1 Partizan (Beograd) – Budućnost (Titograd) 1:0 (odigrana 2. listopada) OFK Beograd – Olimpija (Ljubljana) 0:0 8. kolo, 17. listopada 1976. godine Dinamo (Zagreb) – Borac (Banja Luka) 5:1 (odigrana 16. listopada) Crvena zvezda (Beograd) – Sarajevo 2:1 Sloboda (Tuzla) – Rijeka 2:1 Vojvodina (Novi Sad) – Hajduk (Split) 2:1 (odigrana 16. listopada) Budućnost (Titograd) – OFK Beograd 1:1 Radnički (Niš) – Partizan (Beograd) 2:0 Željezničar (Sarajevo) – Zagreb 1:1 Čelik (Zenica) – Velež (Mostar) 0:0 Napredak (Kruševac) – Olimpija (Ljubljana) 2:2 9. kolo, 24. listopada 1976. godine Hajduk (Split) – Napredak (Kruševac) 3:0 Rijeka – Vojvodina (Novi Sad) 2:0 Sarajevo – Sloboda (Tuzla) 1:1 Borac (Banja Luka) – Crvena zvezda (Beograd) 1:4 Velež (Mostar) – Dinamo (Zagreb) 0:1 Zagreb – Čelik (Zenica) 2:1 Partizan (Beograd) – Željezničar (Sarajevo) 4:0 (odigrana 23. listopada) OFK Beograd – Radnički (Niš) 1:3 Olimpija (Ljubljana) – Budućnost (Titograd) 1:1 10. kolo, 27. listopada 1976. godine Dinamo (Zagreb) – Zagreb 2:1 Crvena zvezda (Beograd) – Velež (Mostar) 3:2 Sloboda (Tuzla) – Borac (Banja Luka) 1:0 Vojvodina (Novi Sad) – Sarajevo 3:0 Hajduk (Split) – Rijeka 0:0 Radnički (Niš) – Olimpija (Ljubljana) 1:0 Željezničar (Sarajevo) – OFK Beograd 2:3 (odigrana 28. listopada) Čelik (Zenica) – Partizan (Beograd) 1:0 Napredak (Kruševac) – Budućnost (Titograd) 1:0 11. kolo, 31. listopada 1976. godine Rijeka – Napredak (Kruševac) 1:0 Sarajevo – Hajduk (Split) 3:1 Borac (Banja Luka) – Vojvodina (Novi Sad) 3:1 Velež (Mostar) – Sloboda (Tuzla) 1:0 (odigrana 30. listopada) Zagreb – Crvena zvezda (Beograd) 2:2 Partizan (Beograd) – Dinamo (Zagreb) 1:0 OFK Beograd – Čelik (Zenica) 1:0 (odigrana 30. listopada) Olimpija (Ljubljana) – Željezničar (Sarajevo) 1:0 Budućnost (Titograd) – Radnički (Niš) 3:3 12. kolo, 7. studenoga 1976. godine Dinamo (Zagreb) – OFK Beograd 1:1 Crvena zvezda (Beograd) – Partizan (Beograd) 1:0 Sloboda (Tuzla) – Zagreb 3:0 Vojvodina (Novi Sad) – Velež (Mostar) 1:1 Hajduk (Split) – Borac (Banja Luka) 1:0 Rijeka – Sarajevo 5:1 (odigrana 6. studenoga) Željezničar (Sarajevo) – Budućnost (Titograd) 0:0 Čelik (Zenica) – Olimpija (Ljubljana) 0:0 Napredak (Kruševac) – Radnički (Niš) 1:0 13. kolo, 14. studenoga 1976. godine Sarajevo – Napredak (Kruševac) 1:1 Borac (Banja Luka) – Rijeka 1:0 (odigrana 13. studenoga) Velež (Mostar) – Hajduk (Split) 4:0 Zagreb – Vojvodina (Novi Sad) 3:2 Partizan (Beograd) – Sloboda (Tuzla) 1:1 (odigrana 13. studenoga) OFK Beograd – Crvena zvezda (Beograd) 0:0 Olimpija (Ljubljana) – Dinamo (Zagreb) 2:1 Budućnost (Titograd) – Čelik (Zenica) 3:1 Radnički (Niš) – Željezničar (Sarajevo) 1:0 14. kolo, 17. studenoga 1976. godine Dinamo (Zagreb) – Budućnost (Titograd) 6:1 Crvena zvezda (Beograd) – Olimpija (Ljubljana) 1:0 (odigrana 18. studenoga) Sloboda (Tuzla) – OFK Beograd 3:0 Vojvodina (Novi Sad) – Partizan (Beograd) 2:1 Hajduk (Split) – Zagreb 1:0 Rijeka – Velež (Mostar) 2:1 Sarajevo – Borac (Banja Luka) 2:0 Čelik (Zenica) – Radnički (Niš) 3:2 Napredak (Kruševac) – Željezničar (Sarajevo) 0:0 15. kolo, 21. studenoga 1976. godine Borac (Banja Luka) – Napredak (Kruševac) 5:1 Velež (Mostar) – Sarajevo 5:0 Zagreb – Rijeka 4:0 Partizan (Beograd) – Hajduk (Split) 1:0 OFK Beograd – Vojvodina (Novi Sad) 4:0 (odigrana 20. studenoga) Olimpija (Ljubljana) – Sloboda (Tuzla) 0:0 Budućnost (Titograd) – Crvena zvezda (Beograd) 2:0 Radnički (Niš) – Dinamo (Zagreb) 2:2 Željezničar (Sarajevo) – Čelik (Zenica) 2:1 16. kolo, 28. studenoga 1976. godine Dinamo (Zagreb) – Željezničar (Sarajevo) 3:1 Crvena zvezda (Beograd) – Radnički (Niš) 6:2 Sloboda (Tuzla) – Budućnost (Titograd) 3:1 Vojvodina (Novi Sad) – Olimpija (Ljubljana) 1:3 Hajduk (Split) – OFK Beograd 3:1 (odigrana 27. studenoga) Rijeka – Partizan (Beograd) 1:1 Sarajevo – Zagreb 3:2 Borac (Banja Luka) – Velež (Mostar) 1:1 Napredak (Kruševac) – Čelik (Zenica) 1:1 17. kolo, 5. prosinca 1976. godine Velež (Mostar) – Napredak (Kruševac) 2:1 Zagreb – Borac (Banja Luka) 4:3 Partizan (Beograd) – Sarajevo 3:0 OFK Beograd – Rijeka 1:1 (odigrana 4. prosinca) Olimpija (Ljubljana) – Hajduk (Split) 2:1 Budućnost (Titograd) – Vojvodina (Novi Sad) 4:1 Radnički (Niš) – Sloboda (Tuzla) 0:1 Željezničar (Sarajevo) – Crvena zvezda (Beograd) 0:0 (odigrana 4. prosinca) Čelik (Zenica) – Dinamo (Zagreb) 1:1 (odigrana 4. prosinca) | 18. kolo, 6. ožujka 1977. godine Zagreb – Velež (Mostar) 3:3 Partizan (Beograd) – Borac (Banja Luka) 0:0 OFK Beograd – Sarajevo 2:1 Olimpija (Ljubljana) – Rijeka 0:0 Budućnost (Titograd) – Hajduk (Split) 0:0 (odigrana 5. ožujka) Radnički (Niš) – Vojvodina (Novi Sad) 1:1 Željezničar (Sarajevo) – Sloboda (Tuzla) 2:1 Čelik (Zenica) – Crvena zvezda (Beograd) 1:4 Napredak (Kruševac) – Dinamo (Zagreb) 1:2 19. kolo, 13. ožujka 1977. godine Crvena zvezda (Beograd) – Dinamo (Zagreb) 1:1 Sloboda (Tuzla) – Čelik (Zenica) 1:0 Vojvodina (Novi Sad) – Željezničar (Sarajevo) 2:2 Hajduk (Split) – Radnički (Niš) 1:2 Rijeka – Budućnost (Titograd) 1:0 Sarajevo – Olimpija (Ljubljana) 2:0 Borac (Banja Luka) – OFK Beograd 1:1 (odigrana 12. ožujka) Velež (Mostar) – Partizan (Beograd) 1:1 Zagreb – Napredak (Kruševac) 3:0 20. kolo, 20. ožujka 1977. godine Dinamo (Zagreb) – Sloboda (Tuzla) 1:1 Partizan (Beograd) – Zagreb 1:0 (odigrana 19. ožujka) OFK Beograd – Velež (Mostar) 0:0 Olimpija (Ljubljana) – Borac (Banja Luka) 0:0 Budućnost (Titograd) – Sarajevo 1:1 Radnički (Niš) – Rijeka 1:0 Željezničar (Sarajevo) – Hajduk (Split) 0:1 (odigrana 19. ožujka) Čelik (Zenica) – Vojvodina (Novi Sad) 0:0 Napredak (Kruševac) – Crvena zvezda (Beograd) 2:2 21. kolo, 27. ožujka 1977. godine Sloboda (Tuzla) – Crvena zvezda (Beograd) 2:2 Vojvodina (Novi Sad) – Dinamo (Zagreb) 0:2 (odigrana 26. ožujka) Hajduk (Split) – Čelik (Zenica) 1:1 Rijeka – Željezničar (Sarajevo) 3:1 Sarajevo – Radnički (Niš) 1:0 Borac (Banja Luka) – Budućnost (Titograd) 5:0 Velež (Mostar) – Olimpija (Ljubljana) 3:0 Zagreb – OFK Beograd 2:1 Partizan (Beograd) – Napredak (Kruševac) 0:0 22. kolo, 3. travnja 1977. godine Dinamo (Zagreb) – Hajduk (Split) 2:1 Crvena zvezda (Beograd) – Vojvodina (Novi Sad) 3:1 (odigrana 2. travnja) OFK Beograd – Partizan (Beograd) 2:2 Olimpija (Ljubljana) – Zagreb 1:1 (odigrana 2. travnja) Budućnost (Titograd) – Velež (Mostar) 3:0 Radnički (Niš) – Borac (Banja Luka) 1:2 Željezničar (Sarajevo) – Sarajevo 3:0 Čelik (Zenica) – Rijeka 2:1 Napredak (Kruševac) – Sloboda (Tuzla) 4:0 23. kolo, 10. travnja 1977. godine Vojvodina (Novi Sad) – Sloboda (Tuzla) 1:1 Hajduk (Split) – Crvena zvezda (Beograd) 1:2 Rijeka – Dinamo (Zagreb) 1:0 Sarajevo – Čelik (Zenica) 1:2 Borac (Banja Luka) – Željezničar (Sarajevo) 2:1 Velež (Mostar) – Radnički (Niš) 0:1 (odigrana 9. travnja) Zagreb – Budućnost (Titograd) 0:0 Partizan (Beograd) – Olimpija (Ljubljana) 1:0 OFK Beograd – Napredak (Kruševac) 2:4 (odigrana 9. travnja) 24. kolo, 17. travnja 1977. godine Dinamo (Zagreb) – Sarajevo 0:0 (odigrana 16. travnja) Crvena zvezda (Beograd) – Rijeka 2:0 Sloboda (Tuzla) – Hajduk (Split) 0:0 Olimpija (Ljubljana) – OFK Beograd 2:1 Budućnost (Titograd) – Partizan (Beograd) 2:0 Radnički (Niš) – Zagreb 1:3 Željezničar (Sarajevo) – Velež (Mostar) 3:0 Čelik (Zenica) – Borac (Banja Luka) 1:0 Napredak (Kruševac) – Vojvodina (Novi Sad) 1:3 25. kolo, 20. travnja 1977. godine Hajduk (Split) – Vojvodina (Novi Sad) 2:1 Rijeka – Sloboda (Tuzla) 2:0 (odigrana 21. travnja) Sarajevo – Crvena zvezda (Beograd) 0:2 Borac (Banja Luka) – Dinamo (Zagreb) 3:1 Velež (Mostar) – Čelik (Zenica) 1:0 Zagreb – Željezničar (Sarajevo) 3:0 Partizan (Beograd) – Radnički (Niš) 0:0 (odigrana 21. travnja) OFK Beograd – Budućnost (Titograd) 0:2 Olimpija (Ljubljana) – Napredak (Kruševac) 2:0 26. kolo, 24. travnja 1977. godine Dinamo (Zagreb) – Velež (Mostar) 2:2 Crvena zvezda (Beograd) – Borac (Banja Luka) 2:1 (odigrana 23. travnja) Sloboda (Tuzla) – Sarajevo 1:0 Vojvodina (Novi Sad) – Rijeka 1:0 Budućnost (Titograd) – Olimpija (Ljubljana) 1:0 Radnički (Niš) – OFK Beograd 1:1 Željezničar (Sarajevo) – Partizan (Beograd) 1:1 Čelik (Zenica) – Zagreb 2:1 Napredak (Kruševac) – Hajduk (Split) 1:1 27. kolo, 15. svibnja 1977. godine Rijeka – Hajduk (Split) 1:1 Sarajevo – Vojvodina (Novi Sad) 2:0 Borac (Banja Luka) – Sloboda (Tuzla) 1:0 Velež (Mostar) – Crvena zvezda (Beograd) 0:1 Zagreb – Dinamo (Zagreb) 0:2 Partizan (Beograd) – Čelik (Zenica) 3:1 (odigrana 14. svibnja) OFK Beograd – Željezničar (Sarajevo) 2:1 Olimpija (Ljubljana) – Radnički (Niš) 2:1 Budućnost (Titograd) – Napredak (Kruševac) 4:0 28. kolo, 18. svibnja 1977. godine Dinamo (Zagreb) – Partizan (Beograd) 0:0 Crvena zvezda (Beograd) – Zagreb 3:1 Sloboda (Tuzla) – Velež (Mostar) 3:0 Vojvodina (Novi Sad) – Borac (Banja Luka) 1:1 Hajduk (Split) – Sarajevo 1:1 Radnički (Niš) – Budućnost (Titograd) 2:0 (odigrana 19. svibnja) Željezničar (Sarajevo) – Olimpija (Ljubljana) 1:0 Čelik (Zenica) – OFK Beograd 0:0 Napredak (Kruševac) – Rijeka 1:0 29. kolo, 22. svibnja 1977. godine Sarajevo – Rijeka 1:0 Borac (Banja Luka) – Hajduk (Split) 2:0 (odigrana 21. svibnja) Velež (Mostar) – Vojvodina (Novi Sad) 2:2 Zagreb – Sloboda (Tuzla) 2:0 (odigrana 21. svibnja) Partizan (Beograd) – Crvena zvezda (Beograd) 2:1 OFK Beograd – Dinamo (Zagreb) 2:1 (odigrana 21. svibnja) Olimpija (Ljubljana) – Čelik (Zenica) 0:1 Budućnost (Titograd) – Željezničar (Sarajevo) 1:1 (odigrana 21. svibnja) Radnički (Niš) – Napredak (Kruševac) 1:2 30. kolo, 29. svibnja 1977. godine Dinamo (Zagreb) – Olimpija (Ljubljana) 3:2 Crvena zvezda (Beograd) – OFK Beograd 0:2 Sloboda (Tuzla) – Partizan (Beograd) 3:0 (odigrana 28. svibnja) Vojvodina (Novi Sad) – Zagreb 0:0 Hajduk (Split) – Velež (Mostar) 2:1 Rijeka – Borac (Banja Luka) 6:1 Željezničar (Sarajevo) – Radnički (Niš) 3:1 Čelik (Zenica) – Budućnost (Titograd) 2:0 Napredak (Kruševac) – Sarajevo 0:1 31. kolo, 5. lipnja 1977. godine Borac (Banja Luka) – Sarajevo 6:2 Velež (Mostar) – Rijeka 0:4 Zagreb – Hajduk (Split) 1:0 Partizan (Beograd) – Vojvodina (Novi Sad) 1:1 OFK Beograd – Sloboda (Tuzla) 2:0 (odigrana 4. lipnja) Olimpija (Ljubljana) – Crvena zvezda (Beograd) 4:4 Budućnost (Titograd) – Dinamo (Zagreb) 0:0 Radnički (Niš) – Čelik (Zenica) 1:0 Željezničar (Sarajevo) – Napredak (Kruševac) 1:0 32. kolo, 8. lipnja 1977. godine Dinamo (Zagreb) – Radnički (Niš) 2:0 Crvena zvezda (Beograd) – Budućnost (Titograd) 4:1 Sloboda (Tuzla) – Olimpija (Ljubljana) 2:1 Vojvodina (Novi Sad) – OFK Beograd 1:1 Hajduk (Split) – Partizan (Beograd) 0:2 Rijeka – Zagreb 2:0 Sarajevo – Velež (Mostar) 1:1 Čelik (Zenica) – Željezničar (Sarajevo) 1:0 (odigrana 9. lipnja) Napredak (Kruševac) – Borac (Banja Luka) 2:1 33. kolo, 12. lipnja 1977. godine Velež (Mostar) – Borac (Banja Luka) 2:1 Zagreb – Sarajevo 0:1 Partizan (Beograd) – Rijeka 1:1 (odigrana 11. lipnja) OFK Beograd – Hajduk (Split) 0:1 Olimpija (Ljubljana) – Vojvodina (Novi Sad) 3:2 Budućnost (Titograd) – Sloboda (Tuzla) 2:2 Radnički (Niš) – Crvena zvezda (Beograd) 1:0 Željezničar (Sarajevo) – Dinamo (Zagreb) 3:2 Čelik (Zenica) – Napredak (Kruševac) 6:1 34. kolo, 19. lipnja 1977. godine Dinamo (Zagreb) – Čelik (Zenica) 2:1 Crvena zvezda (Beograd) – Željezničar (Sarajevo) 5:2 Sloboda (Tuzla) – Radnički (Niš) 2:0 Vojvodina (Novi Sad) – Budućnost (Titograd) 5:2 Hajduk (Split) – Olimpija (Ljubljana) 0:0 Rijeka – OFK Beograd 2:0 Sarajevo – Partizan (Beograd) 0:1 Borac (Banja Luka) – Zagreb 1:1 Napredak (Kruševac) – Velež (Mostar) 4:1 |

## Prvaci
FK Crvena zvezda
trener: Gojko Zec
igrači (utakmica/golova): 

Vladislav Bogićević (34/7)
Zoran Filipović (33/21)
Slavoljub Muslin (32/0)
Dušan Nikolić (30/2)
Zoran Jelikić (27/0)
Branko Radović (26/0)
Dušan Savić (25/15)
Boško Kajganić (25/0) (vratar)
Dušan Lukić (23/1)
Nikola Jovanović (23/0)
Miloš Šestić (22/8)
Srboljub Stamenković (19/4)
Mile Novković (18/1)
Petar Baralić (17/1)
Milan Babić (16/0)
Sead Sušić (13/7)
Aleksandar Stojanović (11/0) (vratar)
Zdravko Borovnica (10/0)
Vladimir Petrović (10/0)
Dragoslav Stepanović (7/0)
Bratislav Đorđević (5/0)
Milan Ćalasan (3/0)
Radivoje Ratković (3/0)
Dragan Simeunović (1/0) (vratar)
Aleksandar Panajotović (1/0)
Danilo Mandić (1/0)
Dušan Ajder (1/0)
Dejan Stanković (1/0)
Izvori:

## Statistika

### Ljestvica strijelaca
| Pl. | Ime              | Klub             | Pogodaka |
| --- | ---------------- | ---------------- | -------- |
| 1.  | Zoran Filipović  | Crvena zvezda    | 21       |
| 2.  | Slavko Kovačić   | Zagreb           | 20       |
| 3.  | Miodrag Kustudić | Rijeka           | 17       |
| 4.  | Mehmed Buza      | Čelik Zenica     | 16       |
| 5.  | Dušan Savić      | Crvena zvezda    | 15       |
| 6.  | Snješko Cerin    | Dinamo Zagreb    | 14       |
| 6.  | Slaviša Žungul   | Hajduk Split     | 14       |
| 8.  | Dušan Bajević    | Velež Mostar     | 13       |
| 8.  | Pavle Grubješić  | Partizan         | 13       |
| 8.  | Abid Kovačević   | Borac Banja Luka | 13       |

## Poveznice
- Druga savezna liga 1976./77.
- Treći rang prvenstva Jugoslavije 1976./77.
- Kup maršala Tita 1976./77.

## Vanjske poveznice
- www.strategija.org
  - Fudbalsko prvenstvo 1976/77 – svi rezultati i konačan plasman
  - Almanah YU-fudbala (1976-77)
  - Fudbalerko Nogometović istražuje: Sezona 1976/77 – prvenstvo (1)
  - Fudbalerko Nogometović istražuje: Sezona 1976/77 – prvenstvo (2)
  - Fudbalerko Nogometović istražuje: Sezona 1976/77 – prvenstvo (3)
  - Fudbalerko Nogometović javlja … (1)
  - Fudbalerko Nogometović istražuje: Sezona 1976/77 (4)
  - Fudbalerko Nogometović istražuje: Sezona 1976/77 – prvenstvo (5)
  - Fudbalerko Nogometović istražuje: Sezona 1976/77 – prvenstvo (6)
  - Fudbalerko Nogometović istražuje: Sezona 1976/77 – nova “modra devetka”
- historical-lineups.com: Godišnjak 1976-77
- historical-lineups.com: Klubovi 1976-77
- Eu-football.info